# البونیانو
البوگنانو (به ایتالیایی: Albugnano) یک سکونتگاه مسکونی در ایتالیا است که در استان آسته واقع شده‌است.

## خصوصیات
البوگنانو ۹٫۵ کیلومترمربع مساحت و ۵۴۳ نفر جمعیت دارد و ۵۴۹ متر بالاتر از سطح دریا واقع شده‌است.